# Związek Bratni
Związek Bratni (Spisek Braci Dalewskich, Związek Bratni Młodzieży Litewskiej) – polska organizacja spiskowa istniejąca w latach 1846–1849, kierowana przez Franciszka i Aleksandra Dalewskich.
Zawiązany w Wilnie, zyskał poparcie wśród młodzieży szkolnej, rzemieślniczej i robotniczej w Lidzie, Nowogródku i Mińsku. Za cel stawiał sobie pracę nad odnową moralną narodu i dążenie do niepodległości przez pracę, prawdę i sprawiedliwość. 
Po wybuchu Wiosny Ludów dążył do przygotowania nowego powstania. W 1848 nawiązał współpracę z wileńską tajną organizacją Michała Mikutowicza, co w 1849 zaowocowało połączeniem obu organizacji.
Wybuch powstania wyznaczono na 4 kwietnia 1849, jednak już pod koniec marca po anonimowym donosie spisek został rozbity. Podejrzanych aresztowano, odkryto petersburskie powiązania konspiratorów, dochodzenie zakończono dopiero w lutym 1850 roku.